# Tranoses perangulata
Tranoses perangulata là một loài bướm đêm trong họ Noctuidae.